# Georges Friedmann
Georges Philippe Friedmann (Parigi, 13 maggio 1902 – Parigi, 15 novembre 1977) è stato un sociologo francese.
Figlio di Adolphe Friedmann (1857–1922) e di Elisabeth Nathan (1871–1940), entrambi tedeschi di origine ebraica, sposati nel 1882 à Berlino e diventati francesi nel 1903. Docente di storia del lavoro, fu eletto nel 1956 presidente dell'Associazione Internazionale di Sociologia.
Fondatore della rivista "Communications" e direttore della rivista Sociologia del Lavoro, tra le sue opere si ricordano Problemi umani del macchinismo industriale (1946), Dove va il lavoro umano (1950), Trattato di sociologia del lavoro (1962) e Sette studi sull'uomo e sulla tecnica (1966).